# Andriscos
Andriscos est le nom d'un aventurier originaire de Thrace, également connu sous l'appellation de Pseudo-Philippe, qui se proclama roi de Macédoine en 148 av. J.-C. et y suscita une révolte contre Rome.

## Biographie
Selon Lucien de Samosate, il était foulon de profession. Sa tentative aventureuse de rébellion démontre la réaction macédonienne à la tutelle de Rome qui avait suivi la bataille de Pydna en 168, qui avait mis fin au règne de Persée (-179--168). Profitant du mécontentement des classes populaires macédoniennes il se fit passer pour le fils de Persée, Philippe (mort en réalité à 18 ans seulement en Italie), et de Laodicé V, fille de Séleucos IV, roi de la dynastie séleucide. Il trompa le peuple avec facilité et réussit à le soulever, grâce à son apparence physique, effectivement très semblable à celle de Persée, mais le manque de moyens matériels fit échouer sa première tentative de révolte et il dut s'enfuir en auprès de Démétrios Ier Sôter, lui-même parent de Persée. S'étant aperçu cependant qu'il ne s'agissait que d'un imposteur, il le fit arrêter et le livra aux Romains. Toutefois comme on voyait en lui quelqu'un de tout à fait inoffensif il fut bien vite libéré.
En 149 il retourna en Thrace, son pays d'origine, où il réussit à recruter quelques hommes pour sa cause. Aidé cette fois de deux princes macédoniens, Tere et Barsada, il réussit finalement à se proclamer roi de Macédoine en tant que fils légitime de Persée. À la tête d'une armée composée de Thraces et de Macédoniens il fut accueilli comme celui qui libérerait le peuple macédoniens de l'oppression romaine et enflamma l'esprit nationaliste et indépendantiste des populations helléniques. Cet enthousiasme lui permit dans un premier temps de tenir en respect l'armée romaine d'abord en vainquant Scipion Nasica en Thessalie puis en détruisant une légion romaine commandée par le préteur Juventius. Tout de suite après Andriscos établit des contacts avec Carthage qui dans ces années-là combattait contre Rome dans la troisième guerre punique.
Il ne fallut pas plus d'un an, cependant, en 148, pour que la fortune semblât tourner en défaveur de Andriscos. Profitant du fait que le prestige du pseudo-Philippe était bien entamé auprès du peuple, Rome envoya en Macédoine une puissante armée commandée par Quintus Caecilius Metellus. Malgré quelques victoires initiales, Andriscos fut obligé au bout du compte de se rendre à Metellus, qui le vainquit lors de la seconde bataille de Pydna, et le mena à Rome, où il fit partie du triomphe qui suivit la campagne de Macédoine, et fut exécuté.
Avec la fin de l'aventure d'Andriscos prit fin l'indépendance, au reste théorique, de la Macédoine qui en 146 reçut le statut de province romaine.

## Sources antiques
- Velleius Paterculus I, 11 ;
- Florus, II, 14 ;
- Tite-Live, Epit. XLIX, 50, 52 ;
- Diodore de Sicile, Bibliothèque historique [détail des éditions] [lire en ligne], XXXI, 40 ; XXXII, 9.